# 沖之白石
沖之白石（日语：／ Okinoshiraishi / Okinoshiroishi）是位于琵琶湖中央的一块岩石岛屿。亦被称为化石（日语：／ Bakeishi）、御化石（日语：／ Obakeishi）、 船木三石（日语：／ Funakimitsuishi） 。属于琵琶湖国定公园特别保护地区。

## 概述
沖之白石位于彦根市的多景岛以西约5公里，高岛市的船木崎以东约5公里处，由一座大岩石和三座小岩石组成。沖之白石周围水深约80米，其中大岩石高度约为20米、总长度估计在100米左右。

## 名称由来
沖之白石的名称由来有以下两种说法：
1. 岩石在日落时的阳光照射下会变白。
2. 鸟类的粪便长年附着沉积在岩石上，使其变白。

此外，化石这个名字的由来是根据视角的不同，岩石的数量会在1到4之间变化。

## 其他
- 沖之白石是周边船舶航行的指引物。然而日落之后的航行由于难于辨明岩石而存在船舶碰撞的风险。
- 有一种名为“沖之白石”的甜点，是用海绵蛋糕面团包裹的奶油冻。
- 放逸短沟蜷的一种，白石放逸短沟蜷 Biwamelania shiraishiensis，以沖之白石命名，是仅栖息在沖之白石周边区域的特有种，被日本环境省指定为日本环境省濒危物种红色名录的准灭绝危机级别。

## 相关项目
- 琵琶湖
- 冲岛
- 多景岛
- 竹生岛
- 矢桥归帆岛